# نادي تي في بيتنفلد لكرة اليد
نادي تي في بيتنفلد لكرة اليد هو نادي كرة يد في ألمانيا تأسس في سنة 1898. يلعب في الدوري الألماني لكرة اليد. تبلغ سعة ملعبه 2 متفرجا.